# Anostomídeos
Anostomídeos (Anostomidae) é uma família de peixes actinopterígeos pertencentes à ordem Characiformes.

## Gêneros
Os gêneros:
- Abramites (2 espécies)
- Anostomoides (3 espécies)
- Hypomasticus (7 espécies)
- Leporellus (4 espécies)
- Leporinus (79 espécies)
- Megaleporinus (10 espécies)[3]
- Rhytiodus (4 espécies)
- Schizodon (16 espécies)

Anostominae sensu stricto
- Anostomus (5 espécies)
- Gnathodolus (1 espécies)
- Laemolyta (9 espécies)
- Petulanos (1 espécie)
- Pseudanos (4 espécies)
- Sartor (3 espécies)
- Synaptolaemus (2 espécies)

Algumas espécies são conhecidas como piabas.